# ایندرا (فیلم ۲۰۰۲)
«ایندرا» (انگلیسی: Indra (2002 film)) یک فیلم است که در سال ۲۰۰۲ منتشر شد.